# Hyoscyamus cylindrocalyx
Hyoscyamus cylindrocalyx är en potatisväxtart som beskrevs av Karl Heinz Rechinger. Hyoscyamus cylindrocalyx ingår i släktet bolmörter, och familjen potatisväxter. Inga underarter finns listade i Catalogue of Life.